# Parque nacional Braulio Carrillo
El Parque Nacional Braulio Carrillo es un parque nacional localizado en Costa Rica, a 38 km de la ciudad capital, San José. Se ubica en la Cordillera Volcánica Central, al noreste del Valle Central, e incluye el Volcán Barva, el Volcán Cacho Negro y el Bajo de la Hondura. Posee territorio en cuatro provincias de Costa Rica: San José, Heredia, Cartago y Limón. Esta área silvestre en unión del parque nacional Volcán Poás, parque nacional Volcán Irazú, el  parque nacional Volcán Turrialba y otras áreas protegidas, constituyen la segunda Reserva de Biósfera de Costa Rica, que recibe el nombre de Área de conservación Central, estatus otorgado por la Unesco en el año 1988.
Posee un área de conservación que alcanza las 50.000 hectáreas, lo que lo convierte en la zona protegida más grande de la Región Central del país. Se estima que en él habitan 6000 especies de plantas, la mitad de las especies de plantas de Costa Rica. Posee una rica diversidad de fauna, con 550 especies de aves tanto residentes como migratorias, 218 especies de reptiles y anfibios, y 164 especies de mamíferos, así como millares de especies de insectos. Cuenta con numerosos recursos hídricos importantes para el consumo humano y para el desarrollo de actividades económicas, como agricultura, industria, turismo y producción de energía hidroeléctrica. Su territorio está cubierto principalmente de bosque tropical húmedo primario, por lo que es considerado como el pulmón de San José.
El parque es atravesado por la ruta 32 en el sitio del «Paso de la Palma», de suroeste a noreste, conectando San José con las extensas llanuras de Guápiles, dándole acceso al Valle Central a la provincia de Limón, en el Caribe costarricense. Posee dos sectores abiertos al turismo: el sector Quebrada González y el sector Volcán Barva, que se pueden visitar todos los días del año en horario de 8 a. m. a 3:30 p. m.. En el lugar, se cuenta con un centro de información, servicios y senderos señalizados.

## Toponimia e historia

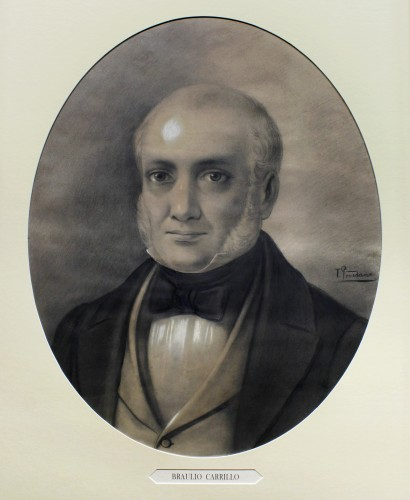
Braulio Carrillo.

El nombre del parque es en honor a Braulio Carrillo Colina, tercer jefe de Estado de Costa Rica, quien gobernó el país en dos ocasiones (1835-1837 y 1838-1842), cuya labor permitió la consolidación de las bases del Estado costarricense. Uno de los objetivos de Carrillo fue lograr la apertura de un camino que permitiera comunicar el Valle Central de Costa Rica con el Caribe, de forma que se pudiera transportar el café, el producto costarricense de mayor valor en esa época, hacia el litoral atlántico, y exportarlo con mayor facilidad a Europa. Esta vía, llamada «el camino de Carrillo», atravesaba la depresión conocida como Paso de La Palma, a través de las montañas de la cordillera Volcánica Central, donde actualmente se ubica el parque nacional. Posteriormente, el presidente Tomás Guardia Gutiérrez construyó en 1881 una nueva calzada de piedra que comunicaba Paracito de Moravia, en el Valle Central, con la confluencia de los ríos Sucio y Hondura. Esta vía se deshabilitó con la entrada en funcionamiento del ferrocarril al Atlántico en 1891.
El ferrocarril fue la principal vía de comunicación con el Caribe hasta la construcción, en 1977, de la ruta 32, que une la capital San José con la ciudad de Guápiles, en la provincia de Limón. Para evitar la destrucción de la zona por su abrupta configuración, dado que la construcción de la carretera implicó la apertura del camino en medio del bosque y la construcción del túnel a través del cerro Zurquí, varios grupos conservacionistas del país impulsaron la protección de la zona mediante la creación de un parque nacional, lo que se concretó por decreto ejecutivo n.º 8367-a del 15 de abril de 1978, ratificado por la Ley de la República n.º 6280 el 14 de noviembre de 1978. El parque fue ampliándose con otros decretos ejecutivos posteriores: el n.º 17003-MAG (1986), el n.º 20358 MIRENEM (1991), el 22620 MIRENEM (1995), y el n.º 39259-MINAE (2015), incrementando su extensión hasta 50.000 hectáreas.

## Geografía
Con 50.000 ha de superficie, es el parque nacional más extenso de la Región Central de Costa Rica. Geológicamente, pertenece a la formación cordillera Volcánica Central, la cual se originó hace un millón de años y cuenta con numerosos conos volcánicos. Se encuentra dentro de dos formaciones volcánicas, la del volcán Barva y la del volcán Irazú, separadas por el río Patria. Su topografía es abrupta, constituida por altas montañas cubiertas de densos bosques, con gran cantidad de ríos y quebradas. Junto a su alta precipitación, la topografía origina que los ríos tengan numerosas cascadas. Presenta un relieve muy variado. Dentro del parque se encuentran el volcán Barva, el cerro Cacho Negro y el cerro Zurquí, entre otros. La altitud va de los 35 m s. n. m. de la Estación Biológica La Selva, en el cantón de Sarapiquí, a los 2906 m s. n. m. del volcán Barva. La gran cantidad de ríos, cerros y pendientes da lugar a grandes cañones.

## Clima
El clima de la región es tropical lluvioso. Las precipitaciones son abundantes y muy variadas, desde los 2660 mm al sur del parque, a 5734 mm al año en el cerro Zurquí. Los meses menos lluviosos son febrero y marzo y los más lluviosos julio y octubre. En el cerro Zurquí, el mes menos lluvioso es septiembre, y el más lluvioso, diciembre.

## Administración

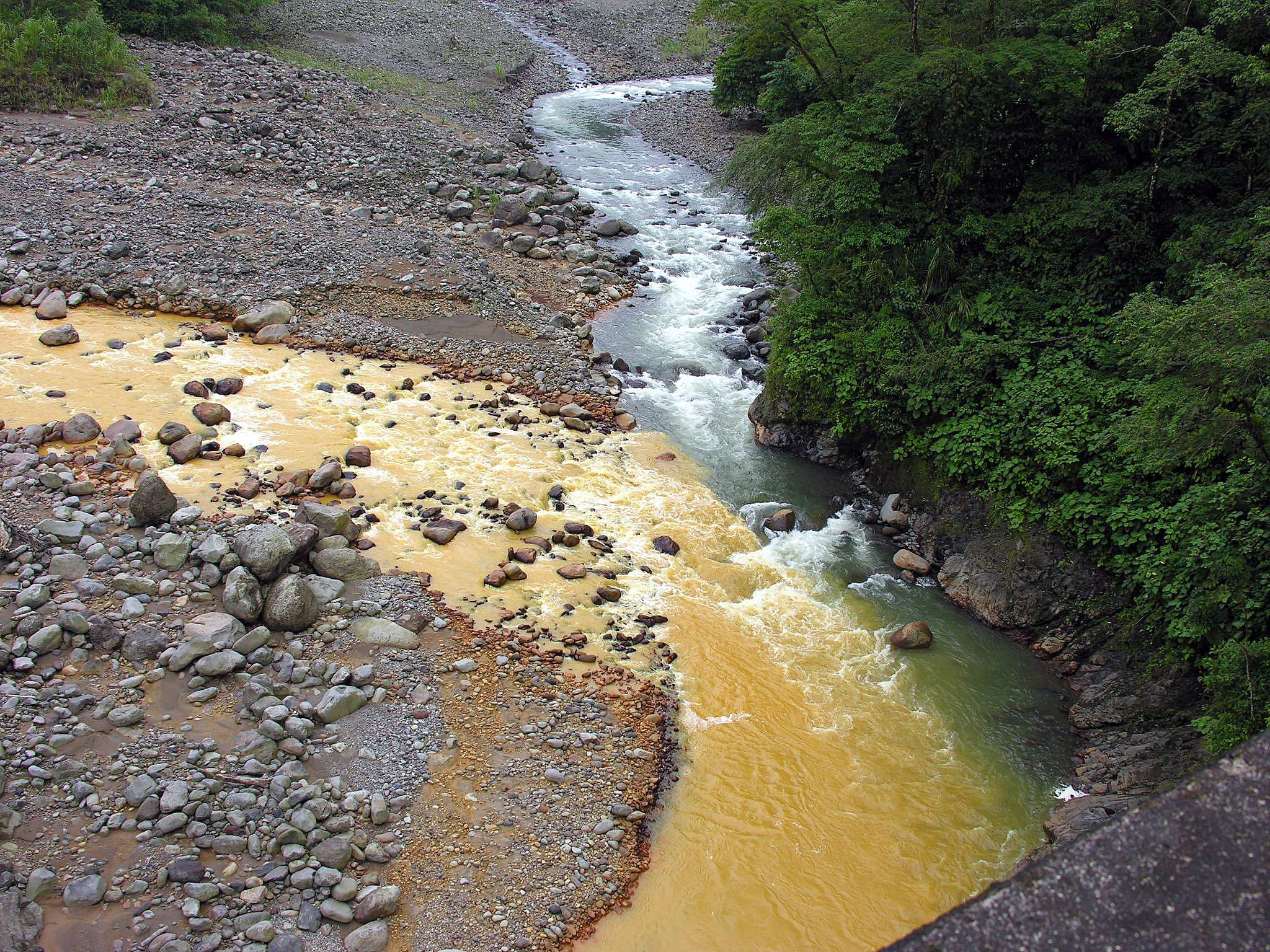
Confluencia de los ríos Sucio y Hondura.

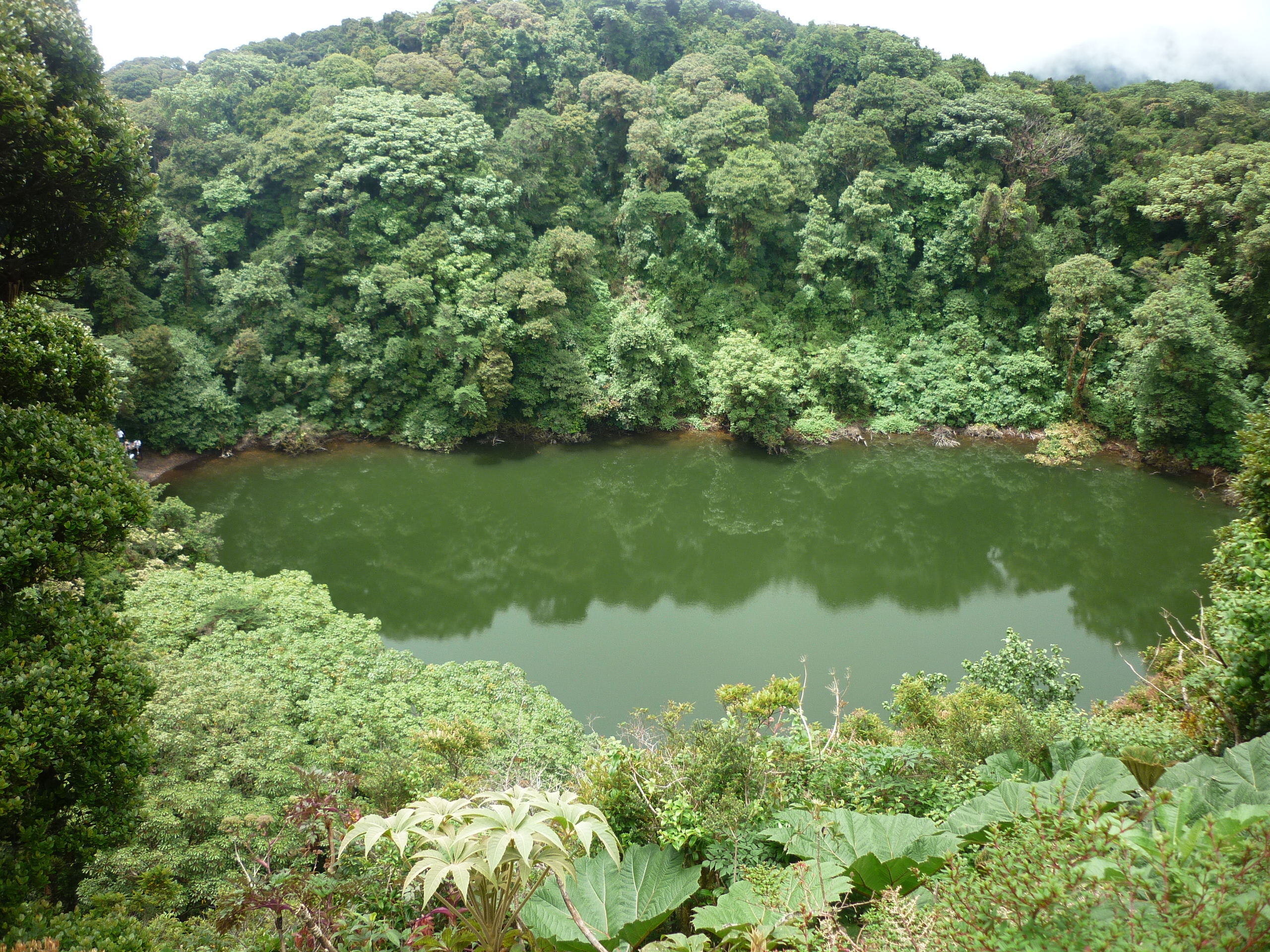
Laguna del volcán Barva.

El parque nacional Braulio Carrillo forma parte del Área de conservación Central, perteneciente al Sistema Nacional de Áreas de Conservación, adscrito al Ministerio de Ambiente y Energía de Costa Rica. Cuenta con cuatro estaciones permanentes de guardaparques: Sector Quebrada González, Sector Volcán Barva (ambos visitables), Puesto El Ceibo y Puesto Zurquí.

### Sector Quebrada González
Está ubicado a 2 km al este del río Sucio, sobre la carretera San José-Guápiles. Se encuentra a una altitud de 500 m s. n. m. Posee un clima muy húmedo, propio de un bosque tropical siempreverde. El sitio es apto para el estudio y la observación de especies vegetales y animales. El río Sucio arrastra sedimentos y material volcánico, lo que sumado a la presencia de colonias de bacterias del género Gallionella, que mediante procesos de oxidación genera presencia de altos contenidos de hierro, le da un característico color amarillento-cafezusco.

### Sector Volcán Barva
El volcán Barva es un estratovolcán en broquel de 2.906 m s. n. m. con una superficie de 1100 km², de los cuales 100 km² forman el área del sector Volcán Barva del parque nacional Braulio Carrillo. Es un volcán inactivo, cuya última erupción ocurrió hace unos 6000 años. Su cráter está ocupado por una laguna de 70 metros de diámetro, 8.60 metros de profundidad y 11 °C de temperatura promedio. Esta laguna está rodeada de bosque nuboso. También está la laguna Copey, de 40 m de diámetro y profundidad desconocida. Presenta actividad fumarólica y aguas termales.  La entrada al sector volcán Barva se encuentra a 3 km del pueblo de Sacramento, en el cantón de Barva, provincia de Heredia.

### Puesto El Ceibo
Se encuentra en La Virgen de Sarapiquí. Es un puesto de guardaparques de control y protección.

### Puesto Zurquí
Se encuentra 500 m antes del túnel Zurquí. Es el puesto administrativo donde se atienden los asuntos operativos y técnicos del parque.

## Biodiversidad

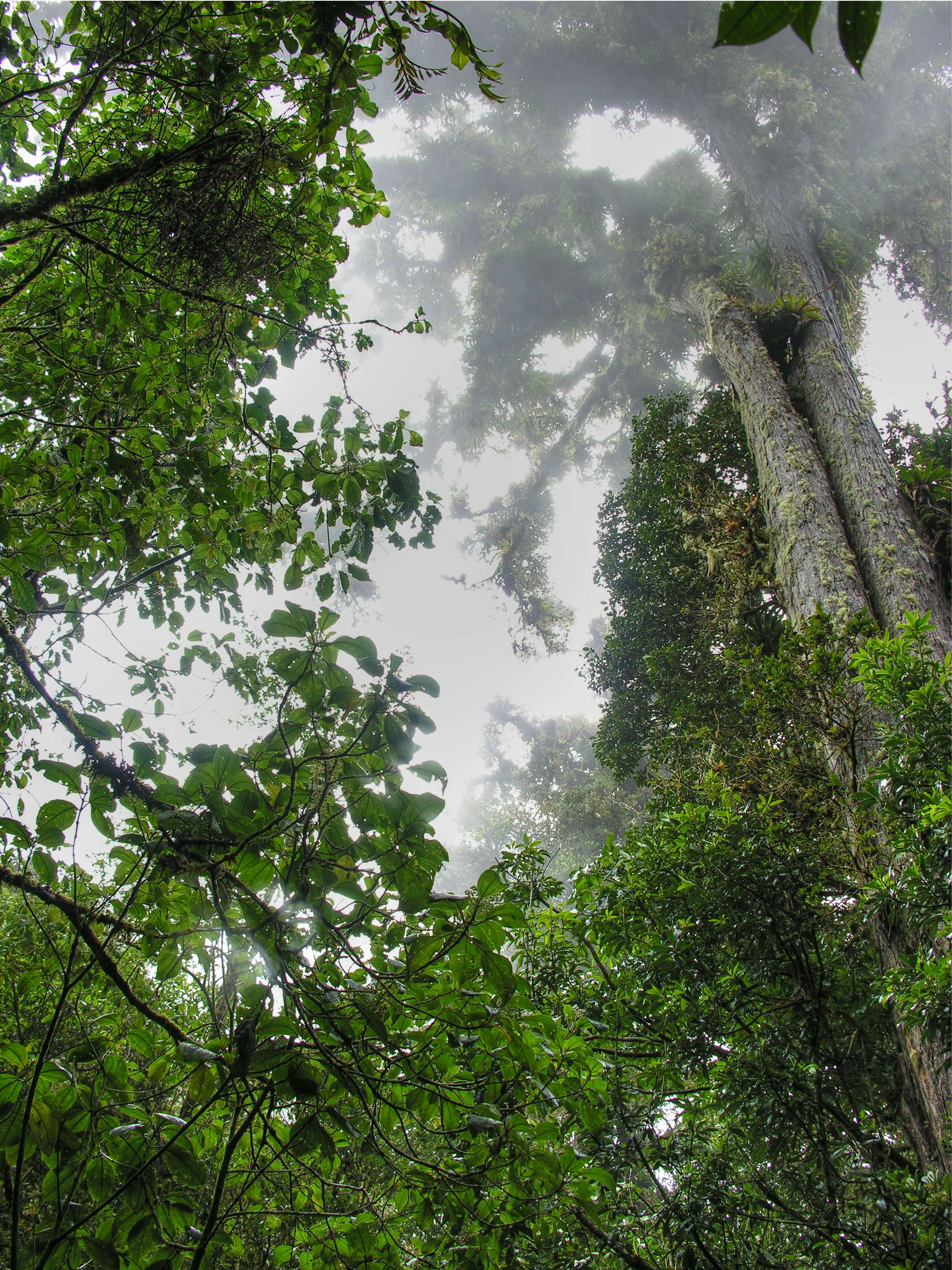
El denso bosque tropical húmedo en el volcán Barva.

Costa Rica posee alrededor de 10 000 especies conocidas de plantas, y se estima que existen otras 2 000 aún pendientes de identificar. Esta riqueza vegetal sitúa al país en la duodécima posición mundial por número absoluto de especies de plantas.
Si se considera el tamaño del territorio y el número de especies por área, Costa Rica ocupa el primer lugar en biodiversidad a nivel mundial, con 234,8 especies de plantas por cada 1000 km².
En el caso del Parque Nacional Braulio Carrillo, su amplia biodiversidad se sustenta en tres características principales: su tamaño, su rango altitudinal y su topografía.
Con 50 000 ha, es el parque nacional de mayor tamaño de la región central de Costa Rica. Su superficie le permite albergar gran cantidad de especies, otorgándoles a muchas de ellas un área adecuada para mantener poblaciones viables a largo plazo. Posee un amplio rango altitudinal, que va de los 32 m s. n. m. en Sarapiquí, hasta los 2906 m s. n. m. del volcán Barva, generando cinco zonas de vida y dos zonas de transición. La topografía abrupta genera ríos y quebradas de corriente rápida que permite el desarrollo de diversos hábitats, y además dificulta la penetración humana, de modo que es más difícil la extracción de flora o fauna, lo que ayuda a la conservación de los recursos naturales.

### Flora

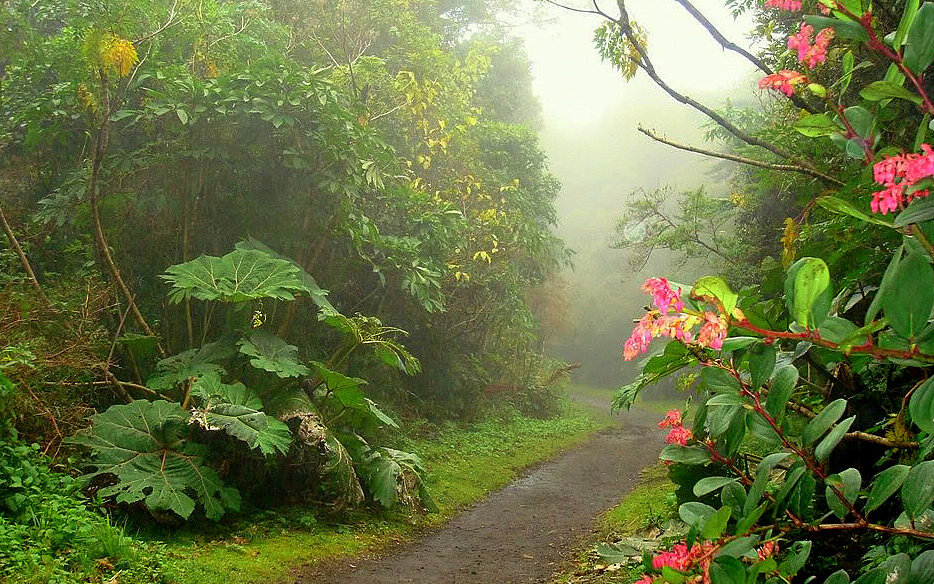
Sendero en el sector Volcán Barva del PNBC.

El parque nacional Braulio Carrillo está compuesto por una vegetación de bosque tropical lluvioso siempreverde de gran densidad, que también posee una gran complejidad florística, que varía según las condiciones ambientales, la topografía, el drenaje del terreno, la temperatura, la nubosidad y la precipitación. Se constituye principalmente de bosque primario, en él se pueden encontrar 6000 especies de plantas (la mitad de las especies de plantas que hay en Costa Rica), de las cuales, al menos 50 son endémicas. 
Entre las especies más abundantes están el manú (Caryocar costaricensis), el caoba (Swietenia macrophylla), el roble (Quercus costaricensis), la caobilla (Guarea rhopalacarpa) y el gavilán (Pentaclethra macroloba), además de botarrama (Vochysia ferruginea), ceiba (Ceiba pentandra), yos (Sapium pittieri), lorito (Weinmannia pinnata) y ojoche (Brosimun costaricanum). Entre las especies amenazadas, están el nazareno (Peltogyne purpurea), jícaro (Crescentia alata) y súrtuba (Geonoma binervia). En el área del volcán Barva, se pueden encontrar especies como ciprecillo (Escallonia poasana), candelillo (Magnolia poasana) y roble blanco (Quercus). Alberga cientos de variedades de orquídeas y helechos. Se conoce de la presencia de al menos 104 especies de musgos solo en las tierras altas del volcán Barva, y más de 200 especies de líquenes solo en el sendero Botarrama del sector Quebrada González. Entre el transecto altitudinal entre La Selva y el volcán Barva se han encontrado 56 especies de palmas, muchas de ellas de importancia económica.

### Fauna
El parque nacional Braulio Carrillo presenta gran diversidad de fauna. Posee 550 especies de aves, 218 especies de herpetofauna y 164 especies de mamíferos, así como millares de especies de insectos.

#### Aves

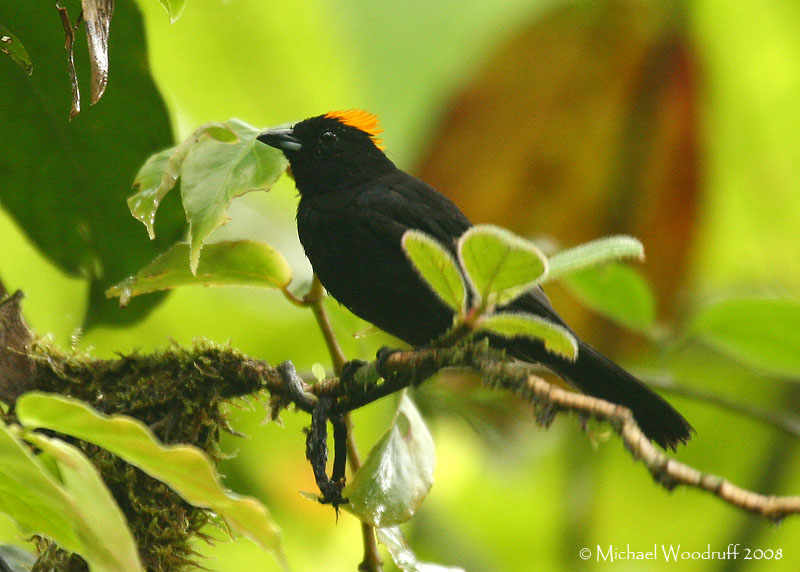
Frutero de copete anaranjado (Tachyphonus delatrii) en el Braulio Carrillo.

Costa Rica se encuentra divida en cuatro regiones avifaunísticas: tierras bajas del Pacífico sur, tierras bajas del Pacífico norte, tierras bajas del Caribe y tierras altas de Costa Rica-Chiriquí-Panamá. El Braulio Carrillo pertenece a las tierras bajas del Caribe, con partes montañosas de las tierras altas, lo que le confiere gran riqueza de diversas especies. Presenta cerca de 550 especies de aves, entre migratorias y residentes, y entre ellas, varias en peligro de extinción, como los tinamúes (Tinamus major y Crypturellus boucardi), la garza mirasol (Ixobrychus exilis), el ibis verde (Mesembrinibis cayennensis), el zopilote rey (Sarcoramphus papa) y la lapa verde (Ara ambigua). El quetzal (Pharomachrus mocinno) es común en el sector del volcán Barva debido a la presencia del bosque nuboso. Hay varias especies de rapaces, como águilas, gavilanes y halcones, además de codornices, palomas y pavas, loros y pericos y aves canoras como el jilguero (Myadestes melanops).
El parque nacional Braulio Carrillo es de suma importancia para la conservación de aves en Costa Rica, debido a que presenta el último remanente de bosque para varias especies de aves. Además, presenta un transecto altitudinal (corredor biológico) de bosque conformado por el complejo Braulio Carrillo - Estación Biológica La Selva, que permite las migraciones altitudinales de más de 100 especies de aves, muchas de ellas amenazadas con la extinción, como el pájaro campana (Procnias tricarunculatus) y pájaro sombrilla (Cephalopterus glabricollis).

#### Herpetofauna

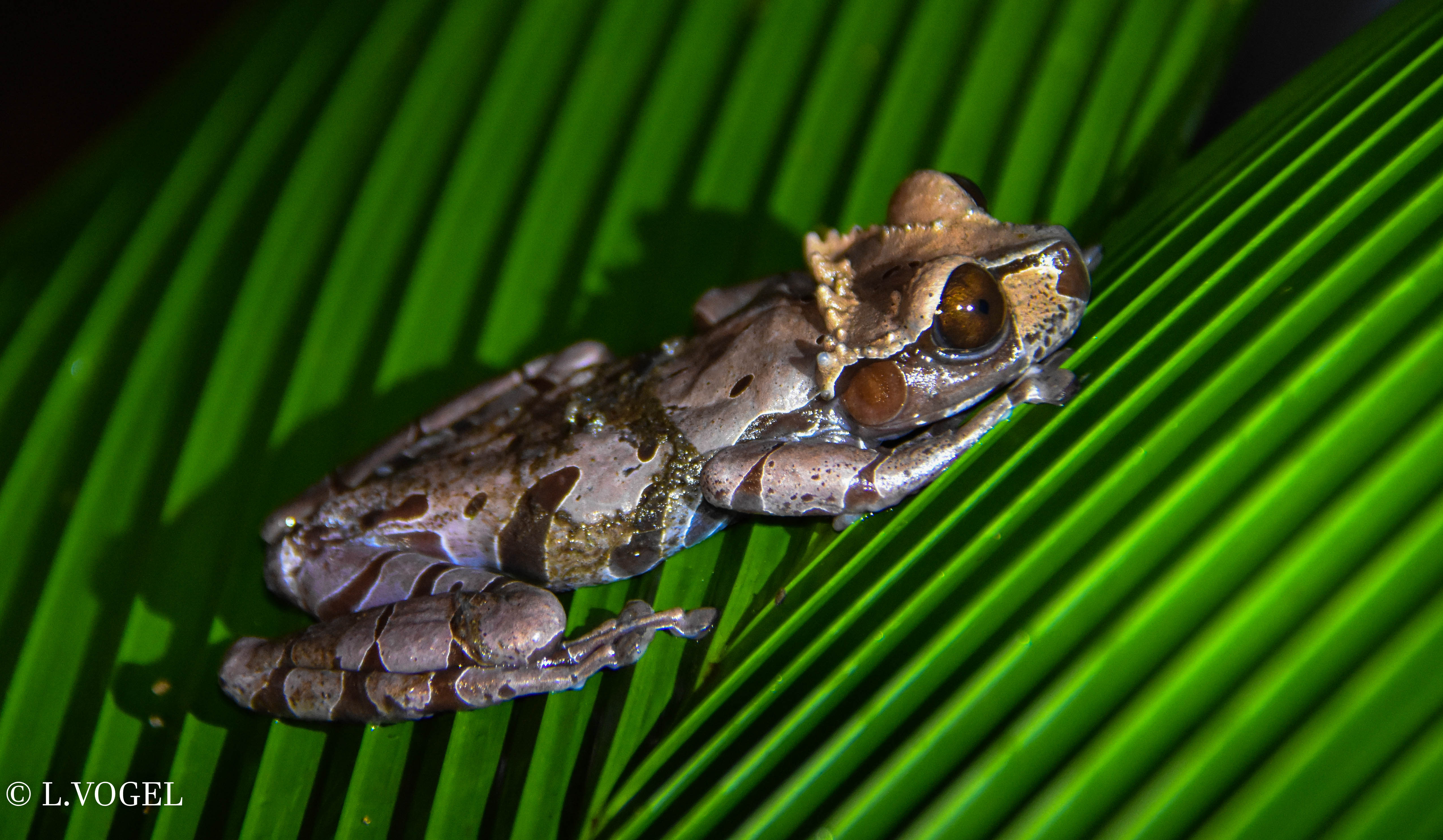
Anotheca spinosa, rana arborícola.

De las 400 especies de reptiles y anfibios que habitan en Costa Rica, en el Braulio Carrillo hay alrededor de 218 especies, de las cuales 95 son anfibios. De estos, al menos 38 especies cuentan con poblaciones reducidas. La topografía abrupta del parque permite la formación de gran cantidad de quebradas y ríos de corriente rápida, produciéndose hábitats ideales para muchas especies de anfibios, como las ranas de cristal (Centrolenidae). El sapo arlequín (Atelopus varius) es una de las dos especies de anfibios de Costa Rica en peligro de extinción, y se encuentra presente en el Braulio Carrillo.
Con respecto a los reptiles, hay 123 especies, de las cuales 17 tienen poblaciones reducidas (60% de todas las poblaciones con esta condición en el país) y dos están en peligro de extinción (Boa constrictor y Crocodylus acutus). El parque nacional Braulio Carrillo alberga las 2 especies de cocodrilos presentes en el país (C.acutus y Caiman crocodilus), además de 4 especies de tortugas, 36 de sáuridos y 81 de serpientes, víboras y corales. Algunas de estas especies son controladores biológicos, como la serpiente zopilote (Clelia clelia), que depreda a otras serpientes, incluidas las venenosas como serpiente terciopelo (Bothrops asper).

#### Mamíferos

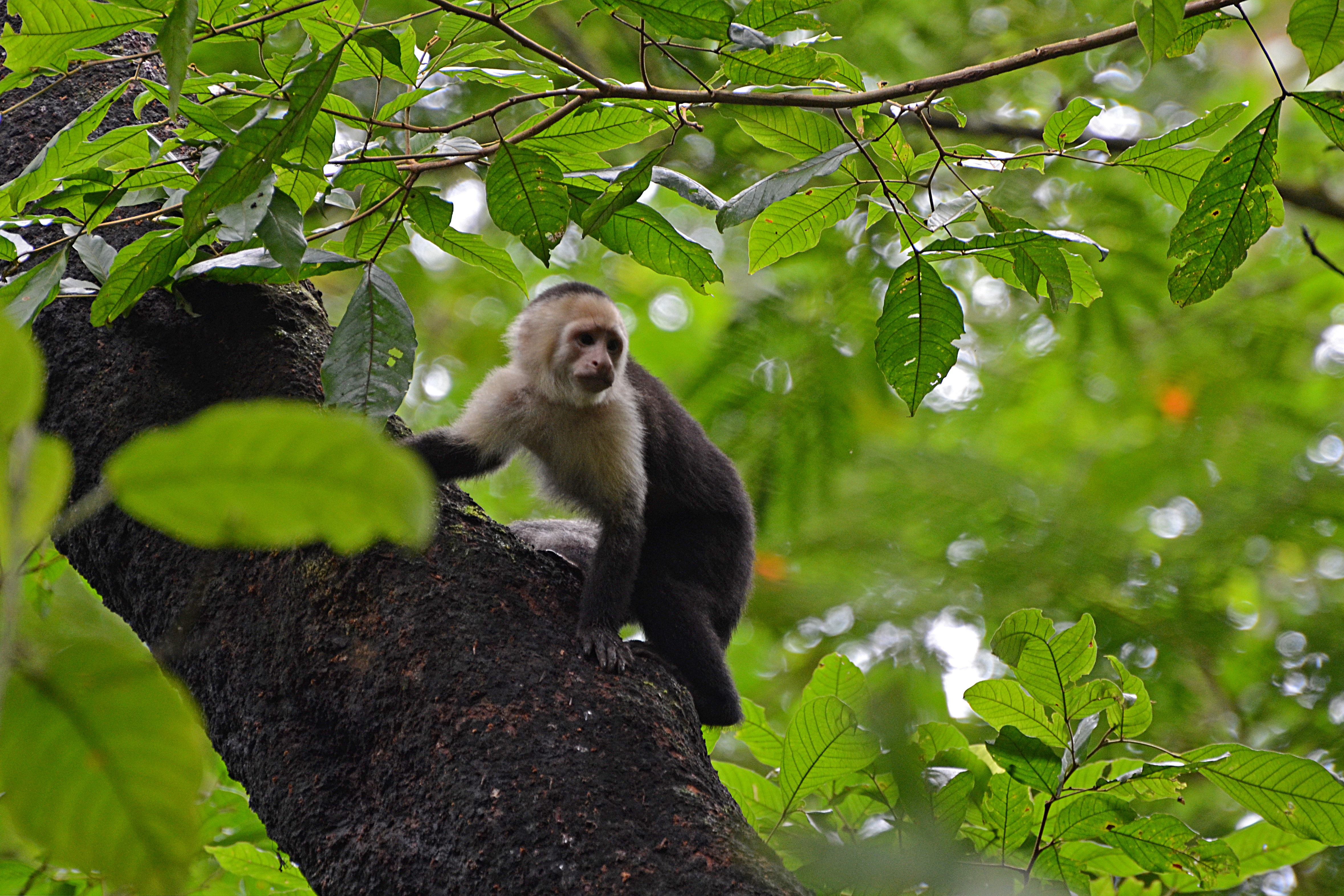
Cebus capucinus, el mono más abundante en Costa Rica.

La diversidad de mamíferos del parque nacional Braulio Carrillo es muy alta, pues están presentes 164 de las 208 especies de mamíferos del país, lo que representa el 79% de todas las especies de mamíferos de Costa Rica. El 52% de estas especies son murciélagos (86 especies), destacándose el murciélago espectral (Vampyrum spectrum), en peligro de extinción. Dos de las 5 especies endémicas del país habitan en el parque: la taltuza (Orthogeomys heterodus) y el cosechero de Rodríguez (Reithrodontomys rodriguezi). Hay 20 especies de mamíferos en peligro de extinción o amenazadas, incluyendo a la danta (Tapirus bairdii), el mamífero terrestre más grande del país; el jaguar (Panthera onca), el felino más grande de América; y el oso hormiguero gigante (Myrmecophaga tridactyla), ya posiblemente extinto. 
Entre otras especies destacadas, se pueden mencionar a los monos, de los cuales hay 3 especies de las 4 del país, el mono aullador (Alouatta palliata), el mono colorado (Ateles geoffroyi) y el mono capuchino o carablanca (Cebus capucinus); están las dos especies de perezosos del país, de tres dedos (Bradypus variegatus) y de dos dedos (Choloepus hoffmanni); dos especies de cerdo de monte, el pecarí (Tayassu pecari) y el saíno (Tayassu tajacu); el oso colmenero (Tamandua mexicana); el cabro de monte (Mazama americana); el coyote (Canis latrans); y 5 de las 6 especies de felinos de Costa Rica, además del jaguar, incluidos el puma (Puma concolor) y el manigordo (Leopardus pardalis).

### Recursos hídricos
Debido a su ubicación geográfica, el parque Braulio Carrillo es de vital importancia para la protección de mantos acuíferos. En él se encuentran la mayoría de las nacientes que irrigan el Valle Central, que es donde se ubica la mayoría de la población del país. Los ríos del parque nacional Braulio Carrillo, además de ser importantes para la conservación de la vida silvestre, son importantes como recurso para el consumo humano y desarrollo de actividades económicas como agricultura, industria y turismo, además del desarrollo de proyectos hidroeléctricos.

### Amenazas
Entre las amenazas de mayor importancia para el parque nacional Braulio Carrillo, se encuentran la escasez de guardaparques, la caza y la tala ilegales, y la muerte de vertebrados atropellados por vehículos en la cercana carretera. En Costa Rica, la cacería está prohibida desde 2012. Aun así, los cazadores ingresan de forma ilegal al parque nacional, buscando principalmente saínos, tepescuintles, guatusas, monos y pavas. También están los cazadores que buscan presas vivas para el comercio ilegal de especies amenazadas, como los monos y las aves. Las actividades de cacería también implican la tala ilegal de algunas secciones de bosque. También se da la deforestación producida por la extracción ilegal de especies maderables como el roble, el caoba y la ceiba, así como especies comerciales como las palmas.

## Infraestructura

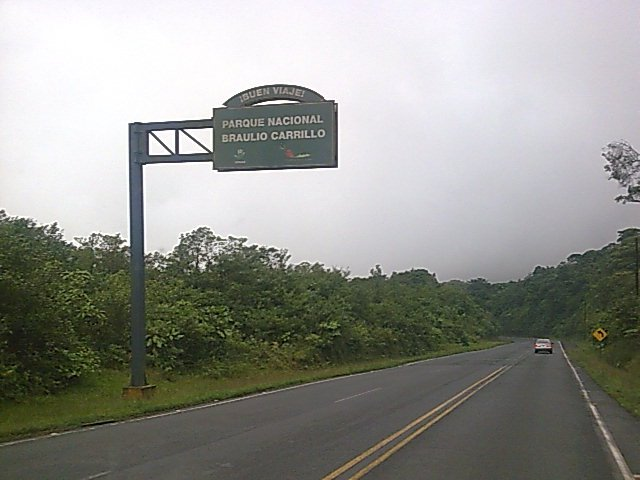
Ruta 32, San José - Limón por el parque nacional Braulio Carrillo.

El 28 de marzo de 1987 se inauguró oficialmente la Autopista Braulio Carrillo, que une San José con Limón, principal puerto caribeño de Costa Rica, desde donde entran y salen la mayoría de mercaderías al país. Fue la culminación de un viejo sueño acariciado desde los tiempos del tercer jefe de Estado de Costa Rica Braulio Carrillo Colina, quien en el siglo XIX ya había tratado de lograr una ruta hacia el Caribe cruzando la cordillera Volcánica Central por el llamado Paso de La Palma, una zona selvática e inhóspita por donde entran los vientos alisios que refrescan el país en diciembre. 
Esta ruta se denominó «Camino de Carrillo» y salía de San José con un trazo paralelo a la actual autopista, por vados y montañas atravesando parte de los actuales cantones de Goicoechea, Moravia y Vázquez de Coronado. Llegó a desarrollarse toda una población de hasta 600 personas en el Alto de La Palma y en el Bajo de la Hondura, lugar punta de lanza desde donde fue construida la trocha. El esfuerzo sin embargo se vio truncado por miles de dificultades y falta de atractivo económico, y la población disminuyó notablemente al no lograrse continuar la ruta. En la actualidad aun quedan algunas casas y lecherías en el Bajo de la Hondura, así como la antiquísima ermita del Alto de La Palma, ambas ubicadas a unos 20 y 17 kilómetros al norte de San José respectivamente. 

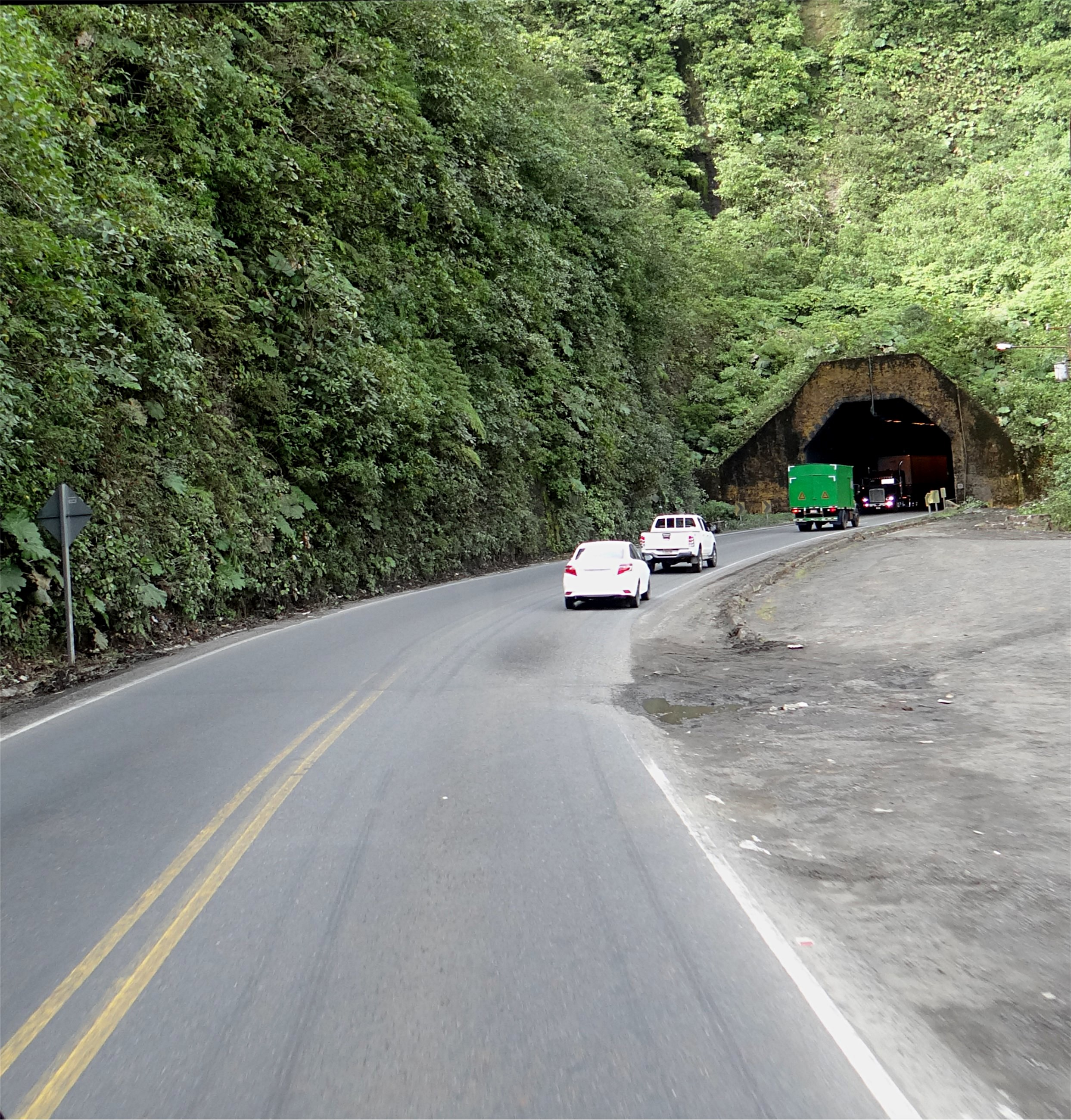
El túnel Zurquí.

Con la construcción del Ferrocarril al Atlántico en 1890 y posteriormente las carreteras que iban a Limón atravesando Sarapiquí y Turrialba (que le dan un extenso giro a la cordillera) fueron restándole prioridad al viejo sueño de Carrillo. La idea siguió en el siglo XX, especulándose que se podría construir una ruta atravesando Vázquez de Coronado pasando por la ciudad de San Isidro, Cascajal y Las Nubes, pero el terreno sumamente accidentado hizo desistir del trazado. Ante la urgente necesidad de una ruta de acceso más rápida con la zona del Caribe, a finales de la década de 1970, en el gobierno de Rodrigo Carazo, se inició la construcción de la Carretera Braulio Carrillo, nombrada así en honor a su impulsor. Esta sale de Tournón, Goicoechea, a unos dos kilómetros del centro de San José, justo donde hoy se encuentra la sede del Diario La República. Desde este punto hasta el puente sobre el río Virilla, que marca límite entre las provincias de San José y Heredia, tiene 4 carriles y zona central de drenaje. A partir de dicho lugar, la vía tiene dos carriles en zonas planas y tres en áreas de ascenso, lo cual mantiene hasta llegar al cruce de la carretera a Sarapiquí en el punto llamado Río Frío. En total, la construcción de la también llamada Ruta 32, se dio entre 1979 y 1987 con un total de 42 kilómetros, atravesando planicies y la cordillera Volcánica Central por el actual parque nacional Braulio Carrillo. Disminuyó en 100 kilómetros el viaje hacia Puerto Limón, descongestionando las sinuosas rutas de Sarapiquí y Turrialba, que en gran medida no son aptas para vehículos articulados.
Uno de los aspectos que más se le ha criticado es que se provocó mucha inestabilidad de taludes al cortar en 90 grados las elevaciones, lo cual combinado con el clima altamente lluvioso, convirtió el área en zona de frecuentes derrumbes, así como el hecho de haber partido la selva en dos partes y crear conflicto con las especies nativas. Tiene un alto costo de mantenimiento y por ser de tan alto tránsito, frecuentemente debe ser repintada, recarpeteada y equipada con tachas reflectivas («ojos de gato») para la espesa neblina imperante. La carretera cuenta con algunas otras obras de infraestructura notables, como el puente sobre el río Virilla, que marca el límite entre San José y Heredia. Tiene una longitud de 269 metros y una altura de más de 200 metros. Otra obra destacada es el túnel Zurquí.